# روبرتو سافيانو
ربرتو سافيانو (بالإيطالية: Roberto Saviano). كاتب إيطالي وصحفي. ولد روبرتو سافيانو في 22 سبتمبر 1979. في كتاباته، مقالاته, برامجه التلفزيونية، وكتبه أيضاً يروي قصص منظمات المافيا وأشهرها مافيا كامورا. نشر كتابه كامورا في 2006 والذي أخذ أفضل الكتب مبيعاً. تلقّى عدد من التهديدات من أكبر منظمات المافيا النابولية مما اضطر وزير الداخلية الإيطالي لوضع الكاتب تحت الحراسة الأمنية. بسبب موقفه الشجاع صنفه الفيلسوف الإيطالي أومبرتو إكو كبطل وطني.

## الجوائز
2011 PEN/Pinter Prize
2011 Olof Palme Prize together with Lydia Cacho.[58]

## أعماله
- غومورا - 2006 باللغة الايطاليه
- غومورا - 2008 باللغة الإنجليزية
- Beauty and the Inferno

غلاف رواية غومورا المترجمة للعربية من هيئة أبو ظبي للثقافة

- زيرو زيرو زيرو (باللغة الايطالية)Zero Zero Zero.[6]
- زيرو زيرو زيرو (باللغة الإنجليزية).[7]

## روابط خارجية
- روبرتو سافيانو على موقع IMDb (الإنجليزية)
- روبرتو سافيانو على موقع ميتاكريتيك (الإنجليزية)
- روبرتو سافيانو على موقع روتن توميتوز (الإنجليزية)
- روبرتو سافيانو على موقع مونزينجر (الألمانية)
- روبرتو سافيانو على موقع ألو سيني (الفرنسية)
- روبرتو سافيانو على موقع أول موفي (الإنجليزية)
- روبرتو سافيانو على موقع قاعدة بيانات الأفلام السويدية (السويدية)
- روبرتو سافيانو على موقع ديسكوغز (الإنجليزية)
- روبرتو سافيانو على موقع قاعدة بيانات الفيلم (الإنجليزية)
- روبرتو سافيانو على موقع كينوبويسك (الروسية)